# Matrimonio igualitario en Guatemala
El matrimonio igualitario en Guatemala es una institución social de carácter civil que no tiene reconocimiento jurídico en ese país. El Código Civil de Guatemala no tiene reconocido las uniones homoparentales y el marco jurídico de ese país tampoco incluye garantías o salvaguardas para la unión y los derechos de familia entre personas LGTBIQ+.

## Características
El matrimonio en Guatemala está regulado por el Código Civil de ese país que a la letra dice en su artículo 78:

El matrimonio es una institución social por la que un hombre y una mujer se unen
legalmente, con ánimo de permanencia y con el fin de vivir juntos, procrear, alimentar y educar a sus hijos y auxiliarse entre sí.

En las disposiciones de la misma ley respecto a la validez, duración y quienes pueden acceder a las uniones matrimoniales en territorio guatemalteco se usan los términos de «varón» y «mujer».Dicha descripción podría modificarse hacia «contrayentes» con el fin de permitir derechos igualitarios a personas del mismo sexo como fue establecido en la Opinión Consultiva 24/17 de la Corte Interamericana de Derechos Humanos, modificación que podría conseguirse mediante la Corte Constitucional del país.Guatemala es estado parte de la CIDH.

## Historia
En 2008 Guatemala firmó la Declaración sobre orientación sexual e identidad de género de las Naciones Unidas que contiene provisiones para garantizar el matrimonio igualitario sin que haya habido esfuerzo legislativo posterior derivado de esta adhesión. En 2022 existió una polémica por el impulso que dio el entonces presidente Alejandro Giammattei —de posición política de derecha y conservadora— a la llamada «Ley para la Protección de la Vida y la Familia» o proyecto 5272, misma que buscaba, entre otros aspectos, prohibía expresamente el matrimonio entre personas del mismo sexo, criminalizaba el aborto y la pretensión de declarar a la ciudad de Guatemala como «capital provida». Ante la polémica social y el repudio al proyecto de organizaciones defensoras de derechos humanos, la propuesta fue desechada.